# Équipe d'Angleterre de rugby à XV à la Coupe du monde 2003
L'équipe d'Angleterre a remporté la Coupe du monde de rugby 2003, après avoir battu l'équipe d'Australie lors de la finale.
L'Angleterre commence la Coupe du monde 2003 à Subiaco Oval et s'impose 84 à 6 contre la Géorgie. Wilkinson marque 20 des 25 points de l'équipe lors du match contre les Springboks, assurant la victoire 25 à 6. Le match contre les Samoa est remporté 35 à 22. Enfin, l'Angleterre s'impose 111 à 13 contre l'Uruguay, match que Wilkinson ne dispute pas, laissé au repos. L'équipe finit première la poule C. Lors des quarts de finale, le XV de la Rose s'impose 28 à 17 contre le pays de Galles au Suncorp Stadium,, avec 23 points de Wilkinson. Il est l'auteur de tous les points marqués en demi-finale contre la France, match remporté 24 à 7. Lors de la finale contre l'Australie, alors que les deux équipes sont à égalité, Wilkinson passe un drop à 26 secondes de la fin du temps règlementaire, assurant la première victoire de l'Angleterre en Coupe du monde,. Avec 113 points marqués, Wilkinson détient le record de cette édition. Bien que certains, comme David Campese, dénoncent un style de jeu anglais « ennuyeux », Wilkinson est élu sportif de l'année par la BBC et l'IRB. Il devient le plus jeune joueur de rugby à XV à recevoir l'ordre de l'Empire britannique.

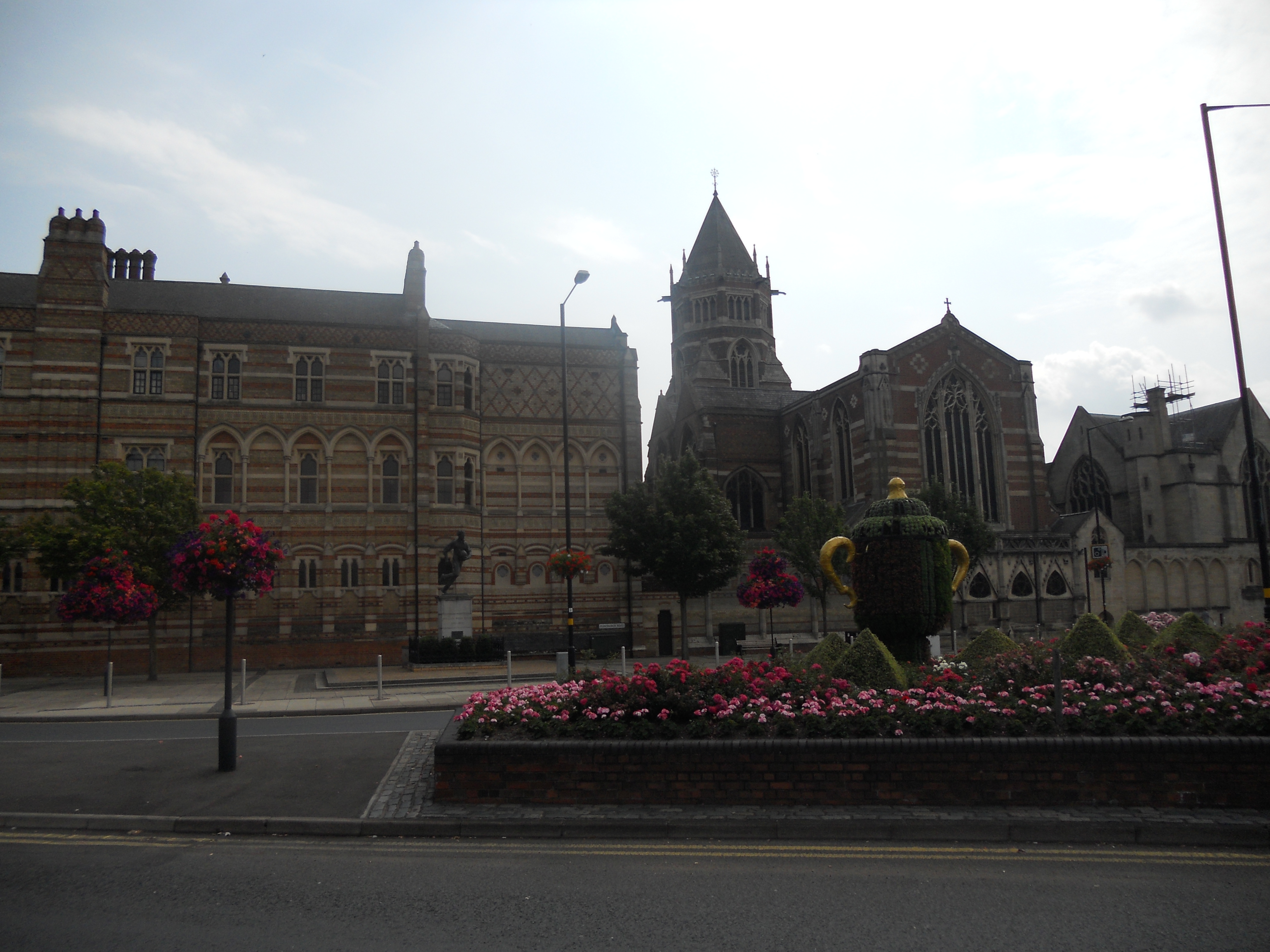
Statue de William Webb Ellis, courant avec le ballon dans la main, devant Rugby School. En avant-plan, une haie taillée en coupe commémore, dans la ville où serait né ce sport, la victoire de l'Angleterre à la Coupe du monde de rugby à XV 2003.

## Résultats
(voir également Coupe du monde de rugby 2003)
7 matchs, 7 victoires.
327 points marqués (36 essais dont 27 transformés, 23 pénalités, 8 drop), 88 points encaissés.

### Poule C
- 12 octobre : Angleterre 84 - 6 Géorgie
- 18 octobre : Angleterre 25 - 6 Afrique du Sud
- 26 octobre : Angleterre 35 - 22 Samoa
- 2 novembre : Angleterre 111 - 13 Uruguay

L'Angleterre termine première de son groupe et se qualifie pour les quarts-de-finale.

### Quarts-de-finale
- 9 novembre : Angleterre 28 - 17 Pays de Galles

### Demi-finale
- 16 novembre : Angleterre 24 - 7 France

### Finale
- 22 novembre : Angleterre 20 - 17 Australie

### Meilleurs marqueurs d'essais
- Will Greenwood, Josh Lewsey : 5 essais

### Meilleur réalisateur
- Jonny Wilkinson : 113 points

## Composition
Les joueurs suivants ont joué pendant cette coupe du monde 2003.

### Première ligne
- Jason Leonard (7 matchs, 3 comme titulaire)
- Mark Regan (2 matchs, 1 essai)
- Steve Thompson (6 matchs, 1 essai)
- Phil Vickery (7 matchs, 6 comme titulaire)
- Dorian West (2 matchs)
- Julian White (2 matchs)
- Trevor Woodman (5 matchs)

### Deuxième ligne
- Danny Grewcock (1 match, 0 comme titulaire)
- Martin Johnson (7 matchs, 6 comme titulaire) (capitaine)
- Ben Kay (6 matchs)

### Troisième ligne
- Neil Back (6 matchs, 6 comme titulaire, 2 essais)
- Martin Corry (1 match)
- Lawrence Dallaglio (7 matchs, 7 comme titulaire, 1 essai)
- Richard Hill (3 matchs, 3 comme titulaire)
- Joe Worsley (3 matchs, 2 comme titulaire, 1 carton jaune)
- Lewis Moody

### Demi de mêlée
- Kyran Bracken (4 matchs)
- Matt Dawson (5 matchs, 1 essai)
- Andy Gomarsall (2 matchs, 2 essais)

### Demi d’ouverture
- Paul Grayson (2 matchs, 1 comme titulaire, 15 transformations)
- Jonny Wilkinson (6 matchs, 6 comme titulaire, 10 transformations, 23 pénalités, 8 drops)

### Trois-quarts centre
- Stuart Abbott (3 matchs, 1 essai)
- Mike Catt (4 matchs, 2 comme titulaire, 2 essais, 2 transformations)
- Will Greenwood (6 matchs, 5 comme titulaire, 5 essais)
- Mike Tindall (6 matchs, 1 essai)

### Trois-quarts aile
- Iain Balshaw (3 matchs, 3 essais)
- Ben Cohen (6 matchs, 2 essais)
- Dan Luger (4 matchs, 2 comme titulaire, 2 essais)

### Arrière
- Josh Lewsey (5 matchs, 5 essais)
- Jason Robinson (7 matchs, 4 essais)